# Куккуріпа

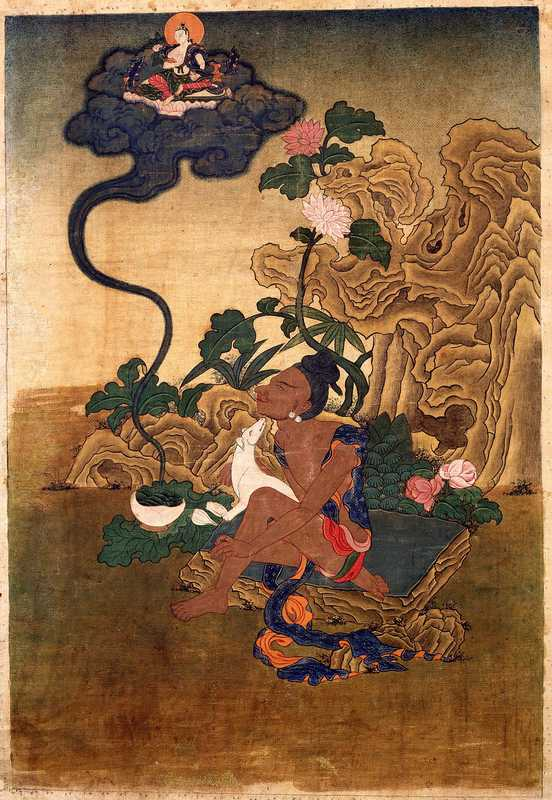

Куккуріпа (також Шрі Шантібхадра) — видатний індійський тантрик, магасіддга, шанований серед засновників лінії Каг'ю тибетського буддизму. Давав повчання Марпі-перекладачеві, який приїжджав до Індії у пошуках буддійських повчань.
Народився в сім'ї брамінів, жив у Капілавасту. Біографічні відомості про Куккуріпу епізодичні, у Життєписі Марпи він представлений як житель отруйного острова. Ось так йдеться про пошуки Куккуріпи в Життєписі Марпи:

Наропа сказав Марпі: «Звідси до острова в отруйному озері — шлях завдовжки в півмісяця.
Отруйна вода спочатку доходить до щиколоток, потім по коліна, потім до стегон, і, урешті-решт, доведеться плисти.
Пливи від стовбурів дерев до стовбурів. Якщо два дерева ростуть разом, то проходь крізь них.
Коли вийдеш хоч на трохи відкриту ділянку землі, там і заночуй.
Тіло Куккуріпи вкрите шерстю, обличчя як у мавпи.
Колір обличчя дуже поганий.
А ще він може перетворюватися на що завгодно.
Скажи йому, не хвилюючись, що тебе прислав Наропа, і попроси його дати тобі вчення Махамаї та інші вчення».

Розповідь про Куккуріпу міститься також в життєписах 84-х махасіддхів. Його також називають любителем собак, він жив на острові в оточенні собак, і в життєписі говориться, як він відмовився від запрошення богів, щоб нагодувати собаку.